# Liste der Bodendenkmale in Herzberg (Mark)
Die Liste der Bodendenkmale in Herzberg (Mark) enthält alle Bodendenkmale der brandenburgischen Gemeinde Herzberg (Mark) und ihrer Ortsteile auf der Grundlage der Landesdenkmalliste vom 31. Dezember 2020.
Die Baudenkmale sind in der Liste der Baudenkmale in Herzberg (Mark) aufgeführt.
| Gemarkung       | Flur       | Kurzansprache                                                                                  | Bodendenkmalnummer | Bemerkung | Bild |
| --------------- | ---------- | ---------------------------------------------------------------------------------------------- | ------------------ | --------- | ---- |
| Herzberg (Lage) | 1, 2, 3, 4 | Kirche deutsches Mittelalter, Dorfkern deutsches Mittelalter, Kirche Neuzeit, Dorfkern Neuzeit | 100362             |           |      |